# Catedral de San Colmán (Cobh)
La Catedral de San Colmán (en inglés: St Colman's Cathedral) generalmente conocida como Catedral de Cobh, es una catedral católica en Cobh, Irlanda. Es la iglesia catedral de la diócesis de Cloyne. Está en lo alto del puerto de Cork desde una posición prominente. La construcción comenzó en 1867 y no se terminó hasta más de medio siglo más tarde debido a los aumentos en los costos y revisiones de los planes originales.
Los arquitectos fueron Edward Welby Pugin y George Ashlin; la construcción comenzó en 1867. Cuando Pugin murió en 1875, Ashlin buscó los servicios de un arquitecto de Dublín, Thomas Aloysius Coleman, para que le ayudara en la culminación del proyecto. El jefe de obras fue Charles Guilfoyle Doran, que supervisó el proyecto hasta su muerte en 1909, cuando la catedral estaba casi completa. La catedral fue finalmente consagrada en 1915.

## Véase también

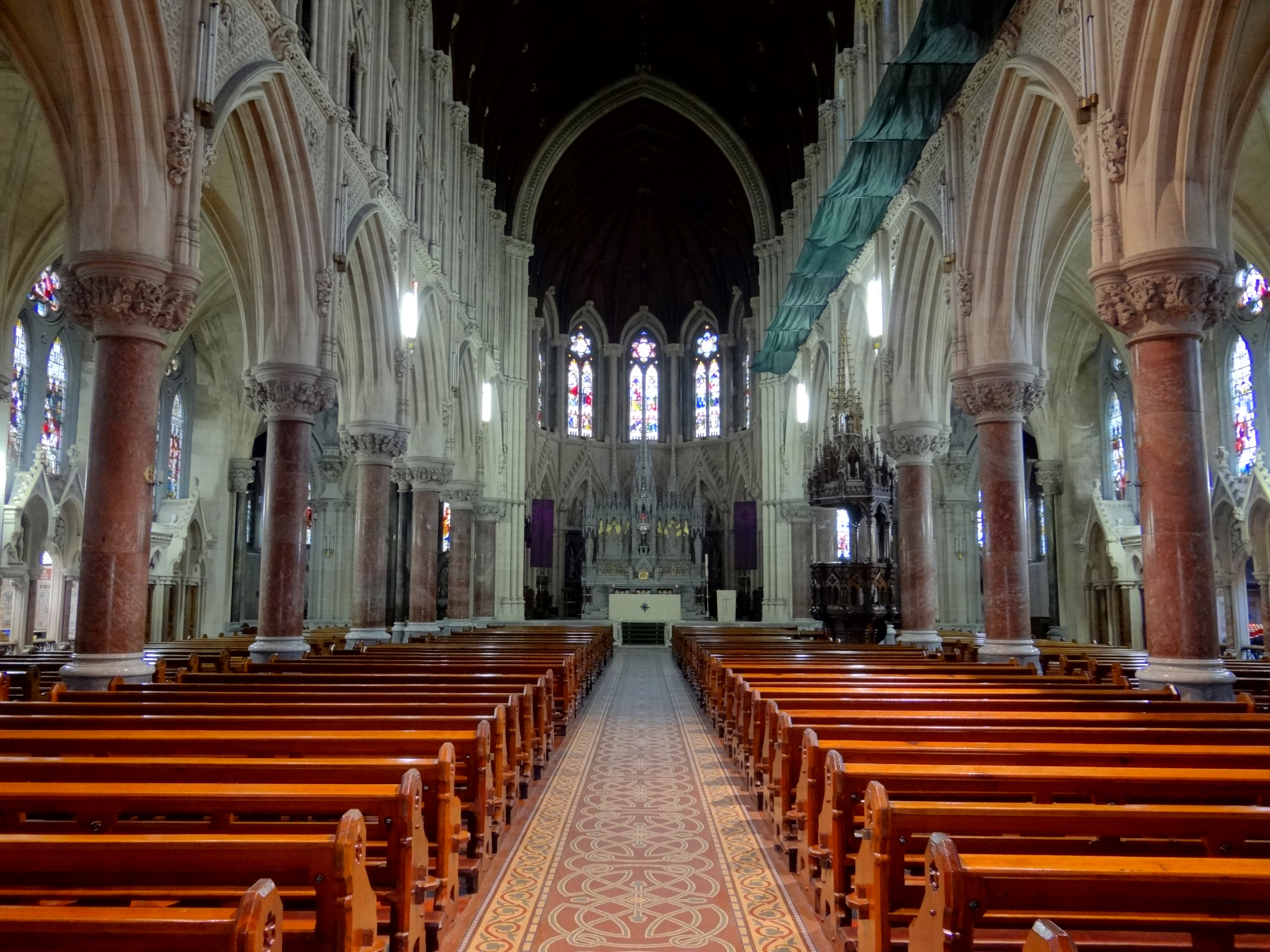
Vista interna